# Sinun
Sinun (auch Sinune, kurmandschi Sinunê, arabisch سنوني, DMG Sinūnī) ist eine kleine jesidische Stadt im Norden des Iraks. Die Stadt liegt im Distrikt Sindschar nördlich des Dschabal Sindschar im Gouvernement Ninawa. Der Ort gehört zu den umstrittenen Gebieten des Nordiraks.

## Geschichte
Sinun ist ein sogenanntes „Modelldorf“ (auch muǧammaʿāt genannt) und wurde zwischen 1965 und den 1970er Jahren gegründet. Für die Ansiedlung der Jesiden wurden andere jesidische Dörfer entvölkert. Im Jahr 1965 beschloss die damalige irakische Regierung die jesidischen Dörfer des Dschabal Sindschar zu zerstören und die Bewohner zur Umsiedlung zu zwingen. Die ca. 400 jesidischen Dörfer des Dschabal Sindschar wurden teilweise mit Bulldozern platt gewalzt und die Bewohner vertrieben. Das Baath-Regime bezeichnete diese erzwungenen Umsiedlungsmaßnahmen als Modernisierungsprojekte.
Sinun gehört wie die gesamte Region Sindschar und die gesamte Provinz Ninawa seit dem Sturz Saddam Husseins 2003 zu den umstrittenen Gebieten des Nordiraks. Die Stadt wurde bis August 2014 von kurdischen Peschmerga kontrolliert.
Im August 2014 wurde die Stadt von dem Islamischen Staat überfallen und unter ihre Kontrolle gebracht. Der IS wurde später aus der Stadt und der gesamten Sindschar Region vertrieben und der Ort gilt als befreit und zurückerobert. Trotzdem sind nur wenige Bewohner in die Stadt zurückgekehrt.

## Bevölkerung
Zu der Bevölkerung Sinun‘s zählen ausschließlich Jesiden. Diese wurden aufgrund des Völkermord an den Jesiden 2014 durch den IS verschleppt, ermordet oder vertrieben. Viele Bewohner der Stadt leben derzeit in Flüchtlingslagern in der Autonomen Region Kurdistan.